# 原彰彦
原 彰彦（はら あきひこ） は、日本の水産学者。北海道大学名誉教授。公益財団法人南北海道学術振興財団理事長。元日本水産学会副会長。

## 人物・経歴
神奈川県鎌倉市出身。父は医師。東京の高校を経て、1971年北海道大学水産学部水産増殖学科卒業。元田茂に師事。同年的矢湾養蠣研究所研究員。1973年北海道大学医学部研究生。1978年北海道大学医学部助手。1980年北海道大学水産学博士。水産庁養殖研究所主任研究官等を経て、1986年北海道大学水産学部助教授。1995年北海道大学水産学部教授。2001年日本水産学会進歩賞受賞。2004年日本水産学会論文賞受賞。2006年北海道大学水産学部長。2010年日本水産学会副会長。南北海道学術振興財団理事長。